# Auf der grünen Wiese (Operette)
Auf der grünen Wiese ist im Original eine tschechische Operette in drei Akten (Originaltitel: Na tý louce zelený) von Jara Beneš nach einem Libretto von V. Tolarski. In seinen späteren Wiener Jahren arbeitete der Komponist das Werk zusammen mit den beiden Librettisten Fritz Löhner-Beda und Hugo Wiener für Österreich um. In dieser Fassung erlebte es seine Uraufführung am 9. Oktober 1936 in der Volksoper Wien.

## Orchester
Zwei Flöten, eine Oboe, zwei Klarinetten, ein Fagott, drei Hörner, zwei Trompeten, drei Posaunen, eine Harfe, eine Celesta, großes Schlagwerk und Streicher

## Bildfolge
Akt I, Bild 1: Schlosshof; Bild 2: Im Wald; Bild 3: Schlossterrasse; Bild 4: Hühnerhof; Bild 5: Auf der grünen Wiese;
Akt II, Bild 6: Rummelplatz; Bild 7: Vor einem Gasthof; Bild 8: Bank im Sonnenlicht im Wald; Bild 9: Wiese; Bild 10: Schlosspark; Bild 11: Salon;
Akt III, Bild 12: Auf der grünen Wiese; Bild 13: Vor einem Kleinbahnhof; Bild 14: Auf der grünen Wiese

## Handlung
Schon zu seinen Lebzeiten übereignet der kinderlose Baron von Felseck seinen riesigen Gutsbesitz seiner Nichte Renée. Diese erlebt aber gerade ihre Sturm-und-Drang-Zeit und ist drauf und dran, das landwirtschaftliche Anwesen von Grund auf zu reformieren. Vor kurzem lernte das Mädchen Josef Bamberg kennen, einen Professor für Landwirtschaft. Sie hofft, dass er sie bei der Umsetzung ihrer Pläne tatkräftig unterstützen werde. Was Renée aber nicht weiß: der Professor ist zwar ein glänzender Theoretiker, vom praktischen Nutzen der Landwirtschaft versteht er jedoch so gut wie nichts. Deshalb ist es nicht verwunderlich, dass Renée in ernsthafte Konflikte mit ihrem Gutsverwalter, dem Forstingenieur Heinz Liebling, gerät. Dem erscheinen die Reformvorhaben zu weltfremd. Er kündigt deshalb seinen Dienst auf. Nach einigen typisch operettenhaften Verwicklungen und Eifersüchteleien gelingt es dem Baron von Felseck schließlich, den Streit der beiden Kontrahenten zu schlichten. Am Ende wird der praktisch veranlagte Forstingenieur Liebling der neue Herr auf Gut Felseck und Renée seine Frau.

## Musik
Beneš’ Musik ist einfallsreich und von quirlenden slawischen Tanzelementen durchpulst. Volkstümlich und zu einem geflügelten Wort wurde die Titelmelodie: Auf der grünen Wiese / hab ich sie gefragt, / ob sie mich wohl liebe. / ‚Ja’ hat sie gesagt! / Wie im Paradiese / fühlte ich mich gleich, / und die grüne Wiese / war das Himmelreich.

## Verfilmungen
Am 24. September 1953 kam die Verfilmung der Operette Auf der grünen Wiese durch die österreichische Produktionsfirma „Mundus“ in die Kinos. Unter der Regie von Fritz Böttiger spielten Hans Holt, Hannelore Bollmann, Walter Müller, Lucie Englisch und Rudolf Carl die Hauptrollen. Jara Beneš’ Musik war jedoch nicht im Original zu hören, sondern in einer Bearbeitung von Will Meisel und Frank Fox.
1971 strahlte das ZDF eine der Originaloperette sehr nahe Fernsehinszenierung in Farbe unter der Regie von Edwin Zbonek aus. Darin waren Ruth Gassmann, Peter Minich, Ernst Stankovski, Fritz Muliar, Helga Papouschek, Gerd Vespermann, Evi Kent u. v. a. zu sehen.

## Quelle
- Hellmuth Steger, Karl Howe: Operettenführer (Fischer Bücherei; Bd. 225). Fischer Taschenbuch-Verlag, Frankfurt/M. 1958.